# Stuart Beattie
Pour les articles homonymes, voir Beattie.
Stuart Beattie, né en 1972, est un réalisateur et scénariste australien.

## Filmographie
Sauf indication contraire, les informations mentionnées dans cette section peuvent être confirmées par la base de données cinématographiques IMDb,  présente dans la section « Liens externes ».

### Réalisateur
- 2010 : Demain, quand la guerre a commencé (Tomorrow, When the War Began)
- 2013 : I, Frankenstein

### Scénariste
- 1999 : Kick
- 2003 : Pirates des Caraïbes : La Malédiction du Black Pearl (histoire)
- 2004 : Collateral
- 2005 : Dérapage
- 2007 : 30 Jours de nuit
- 2008 : Australia
- 2009 : G.I. Joe : Le Réveil du Cobra
- 2010 : Demain, quand la guerre a commencé
- 2013 : I, Frankenstein
- 2016 : Tarzan de David Yates
- 2022 : Obi-Wan Kenobi (série télévisée)
- 2022 : Interceptor de Matthew Reilly (également producteur)